# 粋成浩児
粋成 浩児（いきなり こうじ、1959年3月19日 - ）は、日本の音楽家、ラジオパーソナリティ。本名は松本 浩児（まつもと こうじ）神奈川県小田原市出身。福島県在住。血液型O型。

## 略歴
7才でピアノをはじめ、11才でビートルズを聴いて衝撃を受け、その後ギター、ベース、ドラム、シンセサイザー、ウクレレなどをマスターし、高校では軽音楽同好会の会長として文化祭やアメリカ陸軍キャンプ座間などで演奏。
1980年、兄で俳優の松本きょうじが主宰する劇団ランプティ・パンプティで音楽を担当。
1981年、東海大学文学部卒業。
1982年、アマチュアバンド時代のストリート・ダンサーにキーボード、ボーカルで加入。
福島中央テレビで放送された若者向け情報番組「いきなりBAN・BANのっTV」（1988年4月16日 - 1991年3月30日）のMCを務める。
1991年、ストリート・ダンサー解散。
1992年、福島県郡山市に移住。
2011年3月11日、東日本大震災を郡山コミュニティ放送の番組「ごごココ・フライデー」生放送中に被災するも災害緊急放送として番組を続行。

## 作品

### 粋成浩児の作品
- 『想い出づくり/のっTV ALL STARS』
  1. AFTER SCHOOL
  2. MY BEST FRIENDS
  3. AMIGOへのバラード
  4. 明日へのプロムナード
  5. HAPPY X'MAS TO YOU
  6. SWEET VALENTAINE BLUES
  7. 心の中のオルゴール
  8. DON'T FORGET
  9. 磐越西線
  10. 想い出は宝石箱に
- 『つながる想い/粋成浩児』
  1. MARSEY SIDE
  2. BILLY JOHN
  3. 渚のCCC
  4. ほんとうの私
  5. AH LENNON
  6. 俺たちのステージ
  7. 心がハレルウタ
  8. 陣屋ホンキートンクブルース
  9. SOUL MATES
  10. DAUGHTER
  11. つながる想い
- 『スウィートホーム・フクシマ/粋成浩児』
  1. スウィートホーム・フクシマ
  2. つながる想い
- 『7days/粋成浩児』
  1. カポネのChicago Blues
  2. 夕映えダイニング
  3. 列車が通りゆく
  4. 君のフォトグラフ
  5. River Rafting〜願望のロケット
  6. 今夜はストレート
  7. ケースケSAN
  8. 磐越西線(2021リマスター)
  9. つながる想い(2021リマスター)

## 出演

### テレビ
- 1988年 - 1991年: 福島中央テレビ「いきなりBAN・BANのっTV」レギュラー
- 2003年: 福島放送「でんきくらげとしびれふぐ」準レギュラー

### ラジオ
- 1991年 - 1992年:ラジオ福島「粋成浩児のHey!Say!あラジオ」
- 1991年 - 1997年:ラジオ福島「ラジオチャリティーミュージックソン」
- 1996年 - 1998年:エフエム会津 「粋成浩児の水曜のってNight」 、「OKIE DOKIE SUNDAY ひるどき会津」
- 2004年:エフエム福島「The Music Therapy〜電パのおク・ス・リ」
- 2008年 -:Mot.Comもとみや、エフエム会津、郡山コミュニティ放送、喜多方シティエフエム、福島コミュニティ放送、いわき市民コミュニティ放送、すかがわFM「粋成浩児のGo!Go!6575」に出演中
- 2010年 -:郡山コミュニティ放送 KOCOラジ「ごごココ・フライデー」に出演中

### コンサート
- 1992年 -:「粋成浩児のレノンに捧げるコンサート」毎年ジョン・レノンの命日に出演中
- 2007年 -:「福島フォークジャンボリー」毎年出演中